# Монтиньи-ле-Кормей
Монтиньи-ле-Кормей (фр. Montigny-lès-Cormeilles) — муниципалитет во Франции, в регионе Иль-де-Франс, департамент Валь-д'Уаз. Население — 17 183 человека (1999). Муниципалитет расположен на расстоянии около 19 км северо-западнее Парижа, 11 км юго-восточнее Сержи.

## Демография
Динамика населения (Cassini и INSEE):